# Дилбек
Дилбек (хол. Dilbeek) је општина у Белгији у региону Фландрија у покрајини Фламански Брабант. Према процени из 2007. у општини је живело 39.585 становника.

## Становништво
Према процени, у општини је 1. јануара 2015. живело 41.243 становника.
| 1984.  | 2000.  | 2010. | 2015. |
| ------ | ------ | ----- | ----- |
| 36.003 | 37.722 | 39998 | 41243 |